# Dornbirner Ach
Dornbirner Ach er en flod i den Østrigske delstat Vorarlberg med en længde på 30 km. Den har sit udspring nær alpelandsbyen Ebnit og munder ud i Bodensøen parallelt og ganske nær Rhinens udmunding, og er således del af Rheindelta (Bodensøen).

I udspringet betegnes den som en almindelig alpebæk, med dybe slugter, hvorefter flere vandløb kommer til. Først efter Schaufelschlucht bliver den officielt kaldt Dornbirger Ach, flyder videre gennem Alplochschlucht og dæmmes op i Staufensee-Stausee (som blev bygget i 1899). Derefter gennemløber den Rappenlochschlucht, en slugt som er dannet gennem årtusinders erosion. Her er et yndet udflugtsmål.
Floden flyder så gennem Østrigs 10. største by Dornbirn, flodens etymologiske ophav. Her er der oprettet et rekreationsområde, Achauen, med muligheder for parcour, ridning og spadserture. Derefter bugter floden sig gennem både Dornbirner og Lauteracher Ried, og samtidig er der masser af små bifloder. Her kan smelte- og regnvand gøre floden ganske kraftig og den går tit over sine bredder. Den geografiske beliggenhed tæt på Bodensøen med dens omkringliggende høje bjerge gør området regnfyldt, og vandmængden har nået over 200 m³/s, hvor normalen ligger for floden ligger omkring de 2,8 m³/s.
Rhinens forløb blev i 1904 reguleret, hvilket også havde indflydelse på, hvordan Dornbirner Ach udmunder i Bodensøen. Således forløber både Rhinen og Dornbirner Ach i lige linje det sidste stykke ned mod udmundingen.
47°29′42″N 9°40′31″Ø / 47.495°N 9.6752°Ø